# Mesna
Mesna, được bán dưới thương mại Mesnex cùng với một số những tên khác, là một loại thuốc được sử dụng ở những bệnh nhân đang sử dụng cyclophosphamide hoặc ifosfamide để giảm nguy cơ chảy máu từ bàng quang. Thuốc có thể được đưa vào cơ thể qua đường bằng miệng hoặc được tiêm vào tĩnh mạch.
Các tác dụng phụ thường gặp có thể kể đến như nhức đầu, nôn mửa, buồn ngủ, chán ăn, ho, phát ban và đau khớp. Tác dụng phụ nghiêm trọng hơn có thể có như phản ứng dị ứng. Sử dụng trong khi mang thai dường như an toàn cho em bé nhưng việc sử dụng ở những đối tượng này vẫn chưa được nghiên cứu kỹ. Mesna là một hợp chất lưu huỳnh hữu cơ. Thuốc hoạt động bằng cách thay đổi các sản phẩm phân hủy của cyclophosphamide và ifosfamide được tìm thấy trong nước tiểu, nhờ vậy làm cho chúng ít độc hại hơn.
Mesna đã được phê duyệt để sử dụng y tế tại Hoa Kỳ vào năm 1988. Nó nằm trong danh sách các thuốc thiết yếu của Tổ chức Y tế Thế giới, tức là nhóm các loại thuốc hiệu quả và an toàn nhất cần thiết trong một hệ thống y tế. Chi phí bán buôn ở các nước đang phát triển là khoảng 3.50 USD mỗi lọ 400 mg. Tại Vương quốc Anh, cùng lượng thuốc đó có giá khoảng £ 3,95 khi mua từ NHS.